# Isolera Sydafrika-Kommittén
Isolera Sydafrika-Kommittén (ISAK) var en icke-statlig organisation i Sverige som bildades 1978 som en paraplyorganisation för ett flertal organisationer och institutioner som på något sätt var engagerade i kampen mot apartheid i Sydafrika och Namibia. Isolera Sydafrika-Kommittén, som arbetade för att den sydafrikanska staten skulle isoleras från internationellt samarbete så länge apartheidsystemet pågick, avvecklades efter de första demokratiska valen i Sydafrika 1994, men samarbetet mellan organisationerna fortsatte i det 1995 bildade Nätverk södra Afrika.